# Краснобратское сельское поселение
Краснобратское сельское поселение — муниципальное образование в Калачеевском районе Воронежской области.
Административный центр — село Пришиб.

## Административное деление
Состав поселения:
- село Пришиб,
- хутор Поплавский.